# Mîșîne, Snovsk
Mîșîne (în ucraineană Мишине) este un sat în comuna Turea din raionul Snovsk, regiunea Cernihiv, Ucraina.

## Demografie
Componența lingvistică a localității Mîșîne
     Ucraineană (95,24%)
     Rusă (4,76%)
Conform recensământului din 2001, majoritatea populației localității Mîșîne era vorbitoare de ucraineană (95,24%), existând în minoritate și vorbitori de rusă (4,76%).